# Örnfot i Västergötland
Örnfot i Västergötland (kallas också under 1500-talet Örnefot och i senare tid Örnfot från Västergötland, Bjurums-släkten och Bjurumsätten)  är nutida konventionella namn på en kortlivad svensk medeltida frälseätt från Västergötland som adlades 1541 och fått sitt namn efter godset Stora Bjurum i nuvarande Bjurums socken. Ätten som också ägde Varletorp och  Stora Kålltorp, Västra Gerums socken, i Skånings härad, utdog innan Sveriges Riddarhus grundades 1625, varför den aldrig introducerades där som adelsätt.
Vapen: en avhuggen örnfot i blått fält 

## Gården Bjurum
Under mitten av 1400-talet ägdes gården Bjurum av svenska riksrådet Karl Ormsson (Gumsehuvud) till Bjurum, död något av åren 1443–1446. Gården ingick i ett gods bestående av flera andra gårdar, vilket nämns i ett dokument den 18 juni 1431 när väpnaren Karl Ormsson ger i morgongåva till sin hustru Ingeborg Bengtsdotter gården Bjurum ”i Moraby sokn” i Gudhems härad, byn Bronäs i samma socken och härad, en landbogård i Valtorp, en landbogård i Yllestad i Vartofta härad.
I sitt första giftermål var han far till drottning Katarina, Karl Knutssons andra gemål. Systern Magdalena Karlsdotter som ärvde Bjurum efter att deras bror  upplandslagmannen Gustav Karlsson avlidit 1486, varvid ätten Gumsehuvud utslocknade, tillskiftar den 30 juni 1491 herr Hans Åkesson (Tott), riddare, gården ”Byrum” (Stora Bjurum) med torpen Lystorp och Dagsnäs i Moraby socken i Gudhems härad mot tre gårdar i Ölanda, och gården ärvdes sedan av hans dotter Karin Hansdotter (Tott). Bjurum kom sedan genom Karin Hansdotters gifte med Harald Knutsson (Soop) till Bjurum och Frötuna till släkten Soop, där gården stannade i flera led. Genom giftermålsförbindelser kom det mot slutet av 1600-talet till släkten Stenbock och på 1700-talet övergick det till släkten Lillie. Carl Georg Lillies son Brynte Lillie sålde Stora Bjurum 1807 till majoren Gustaf Soop af Limingo (1763-1832).

## Ätten Örnfot i Västergötlands historia
Ätten behandlades som Bjurumssläkten redan 1875 av Schlegel och Klingspor, och ätten som fortlevde under bara ett drygt halvsekel, bestod i deras utredning av endast två generationer, stamfadern, lagmannen och häradshövdingen Olof Pedersson till Bjurum och Varletorp (levde ännu 1554) med fru Karin Hansdotter (Tott) av ätten Tott (död juli 1554) och deras tre barn, varav en son. 1952, tillfogades nya detaljer genom Jan Eric Almquists artikel om denna släkt i Personhistorisk tidskrift, där han fann namnet missvisande, eftersom ätten egentligen inte varit en framträdande ägare av gården Bjurum, och istället kallar Almquist ätten Örnfot i Västergötland.
Karin Hansdotter (Tott), är nämnd första gången 1536, och var död före juli månad 1554. Hon var dotter till riddaren och riksrådet Hans Åkesson (Tott) till Bjurum och Frötuna och Kristina Eriksdotter, dotter till Erik Eriksson (Gyllenstierna). Karin Hansdotter ärvde 1510 gården Bjurum av sin bror, riddaren och riksrådet Åke Hansson (Tott). Hon var nämnd som ogift 1513 och gifte sig före 1514 med Anund Jönsson (Ulfsax) till Hårdinge, och i Svenskt Diplomatariums huvudkartotek över medeltidsbreven återfinns ett odaterat brev från år 1500, som berättar att:
| ” | Birgitta Hansdotter (Tott) ber sin svåger Sten Sture den yngre om någon sockenförläning vilken hon vill ”förskylla”, samt meddelar att en dannesven vid namn Anund Jönsson friat till hennes syster (Karin) och ber Sten meddela sin mening härom. Hälsningar till Kristina Nilsdotter (Gyllenstierna). | „ |

Från detta första gifte är en dotter känd, Kerstin Anundsdotter, som levde 1554-07-25 vid arvskiftet efter modern. Gift 1533-08-03 på Nyköpings slott med häradshövdingen Sten Bengtsson (ulv) till Stäflö i Åby socken Kalmar län. 1556 rymde hon till Tyskland med tysken Jöran pipare.
Karin Hansdotter var i ett andra äktenskap gift med riddaren, amiralen och riksrådet Harald Knutsson (Soop) till Bjurum och Frötuna. Harald Knutsson (Soop) anklagad för landsförräderi och fängslades i januari 1530, sändes till Stockholm, och avrättades förmodligen samma år, och Karin Hansdotter blev änka, och med ett ansenligt godsinnehav en attraktiv änka för giftermål, hon ägde gårdar i Gudhems, Gäsene, Kinds, Kåkinds, Marks, Skånings, Vadsbo, Vartofta, Viste och Vättle hd i Västergötland, Faurås hd i Halland, Jösse, Karlstads och Ölme hd i Värmland, Allbo, Konga, Mo, Norrvidinge, Sevede, S. Vedbo, Uppvidinge,  
Västra hd och Östra hd i Småland, Aska, Bobergs, Göstrings, Gullbergs, Kinda, Valkebo, Vifolka och Ydre hd i Östergötland, Fellingsbro, Norrbo, Siende, Tuhundra och Yttertjurbo hd i Västmanland, Bälinge, Lagunda, Norunda, Simtuna, Vendels och Åsunda hd i Uppland, Selebo hd i Södermanland samt Askers, Edsbergs, Grimstens, Hardemo och Sundbo hd i Närke.
Stamfadern för ätten, Olof Pedersson,  var fogde i Vartofta härad (Västergötland) 1529-1532, och 1530 fick han av Gustav Vasa i förläning gården Ettaks kungsgård i Velinge socken, Vartofta härad.
År 1532 flyttade han från Ettak till gården Bjurum, vilken då ägdes av änkan Karin Hansdotter, De gifte sig, antingen 1532 eller senast 1533, varpå Olof Pedersson skrev sig till Bjurum (olaff persson y byurum). Han var vidare slottsloven på Läckö slott 1529-1543.
Genom att änkan gift sig med en ofrälse man, löpte man viss risk för att gården skulle förlora sin frälsestatus, och beläggas med skatt, som skattejord, efter att Gustav Vasa lät formulera i 1540 års landsordning för Västergötland, där det heter att: 
| ”                                                                     | Ingen fogde skall utan Vår vilja och synnerlig gunst, icke heller några andra, som icke av adel födda äro, taga sig något friboret giftermål ... Och vilken friboren änka eller jungfru, som tager någon ofrälse karl till äkta utan som föreskrivet står, hennes gods och gårdar skola läggas under skatten efter Sveriges lag | „ |
| – Jägerskiöld, Förvärv och förlust av frälse (Statsvet. tidskr. 2945) | |   |

Detta problem som löste sig när änkan skänkte två gårdar till Gustav Vasa, varpå Olof Pedersson adlades av kungen den 28 februari 1541, då han erhöll som vapen en avhuggen örnfot. Året därpå, 1542, avlider Karin Hansdotters mor, Brita Hansdotter Tott: 
| ” | Den 5 mars 1542 har upprättats med anledning av Brita Hansdotter Totts frånfälle (1. 1540), och enligt vilket hennes 402 gårdar delats så, att systern fru Anna Tott erhållit 149 gårdar och systern fru Karin Tott, Olof Pederssons maka, 153 gårdar. | „ |
| – Bidrag till den ointroducerade adliga s. k. Bjurums-släktens historia] av Jan Eric Almquist, Personhistorisk tidskrift 1952 | |   |

Olof Pedersson (örnfot) var sedan lagman över Läckö län från 1550, tillsammans med Bengt Gylta, i 15 härader; Åse, Viste, Kålland, Kinne (inklusive Kinnefjärding), Valle, Skåning, Vilske, Frökind, Vartofta, Gudhem, Kåkind, Vadsbo, Mo, Redväg och Ås.
Vid Karin Hansdotters död, som beräknas till före 1549, omnämns Olof Pedersson i arvsdokumentet skrivet 1554 (och där hans sigill med bokstäverna 0. P. vilket innehåller en örnklo syns tydligt), som »vår käre fader» men får ingenting av arvet, som istället fördelas på Karin Hansdotters sju barn ur tre kullar, varför Olof Pedersson tvingas flytta från gården, som varit hans bostad i över 20 år, och kan inte längre skriva sig till Bjurum eftersom denna rätt tillfallit den nye ägaren, Olof Pedersson Åke Haraldsson (Soop). Olof Pedersson ägde dock enligt Schlegel och Klingspor, vilka i Eriksbergs arkiv sett uppgifter om att Olof har flyttat till gården Varletorp, dit han drog sig tillbaka, och kallade sig enligt S&K till Olof Pedersson till Valetorp. I handlingarna kring denna gård förekommer han dock varken före eller efter 1554, enligt Almquist, som istället har funnit uppgifter om att han efter ytterligare två år, 1756, skrev sig till säteriet Kållatorp, med stavningsvarianterna; »Kulletorp», »Kolletorp», och »Kultorp», identifierat av som Stora Kålltorp, Gerums socken, i Skånings härad (Västergötland). Eftersom denna gård 1554 tillhör fru Brita Pedersdotter Hård (Hård af Segerstad), och senare ärvs före 1576 av hennes son ståthållaren Arvid Göransson Svan, så föreslår Jan Eric Almquist att Olof Pedersson efter sin hustrus bortgång, och före arvskiftet, har gift om sig med Brita Pedersdotter, varigenom han kan skriva sig till Kållatorp. Bara nio dagar före arvsbrevet dateras ett morgongåvebrev, efter att Olof Pedersson har gift bort sin dotter Malin med lagmannen i Norrfinne lagsaga, Jöran Fincke till Perno. Vid det ståndsmässiga bröllopet på (möjligen felskrivet) Valetorp, med prominenta gäster där förutom Olof Persson örnefot till Stora Bjurum och Valeberg, övriga mågar och brudens halvbröder må här nämnas:
| ” | Johan Åkesson (Natt och Dag) till Göksholm," Lars Matsson (Kafle) till Hallanda, Jöns Bonde till Stensholmen, Jöran Gylta till Höverö, Nils Krumme till Ågården, Måns Knutsson (Roos) till Blomberg och Peder Christersson (Siöblad) till Flättna. Såsom vidervaruman omtalas även Olof Pederssons specielle vän och kollega Bengt Gylta till Påtorp som närvarande. | „ |
| – Bidrag till den ointroducerade adliga s. k. Bjurums-släktens historia] av Jan Eric Almquist, Personhistorisk tidskrift 1952 | |   |

Angående Olof Pederssons barn, så har Almquist uppmärksammat att de ej har samma mor, och 1583 kallar Magdalena Olofsdotter Per Olofsson, för sin halvbror:
1. Sonen Per Olofsson till Halletorp i den första generationen sägs ha avled ogift den 27 juni 1588, men kallas i 1587 års riksregistratur »framlidne Per Olsson».[8] I Dagsbergs kyrka omtalas i koret enligt en äldre gravskrift Peder Olsson (örnfot) (född 1588), som var befallningsman i 10 år å Stegeborg (1578-1588) med Branäs och Rönö gårdar och som »lät samma slott mycket bygga och förbättra», varvid han också kallas »erlig och weladlet man Peder Olson till Halletorp».[9]
2. Dottern Magdalena (Malin) Olofsdotter till Lindö (levde änka 1588 och 1591, 1593 (ägobyte med drottning Gunilla Bielke) men var död vid arvskifte i juli 1599). Hon var först gift med lagmannen Jöran Fincke,[10]  och var före 24 oktober 1575 gift med Lars Jespersson (Kruus).[1][11] Schlegel och Klingspor anför att dessa båda haft ytterligare en bror och en syster, men eftersom de ej närvarade vid 1554 års arvskifte, kan de ej ha varit barn till Karin Hansdotter.[8]

## Oklarheter
I A. A. von Stiernmans Swea och Götha höfdingaminne har nämnts »Olof Persson [Örnfot] till Bjurum» och »Olof Persson (Soop) till Kåltorp», varav den senare uppges ha varit lagman i Värmland, varför Gustaf Elgenstierna med stöd av v. Stiernmans uppgifter infört honom i ättartavlorna under ätten Soop såsom lagman i Värmland. I en förlängning har en person genom gissning och spekulation, gjorts till två, och Almquist tror att detta missförstånd grundar sig på ett dokument där en ämbetsman under 1560 års riksdagsbeslut felaktigt fört in Olof Pedersson två gånger, med olika namn. Ur detta har felaktigt upprättats ättartavlor med ej existerande personer som till exempel »Olof Pedersson [Hård] till Kolletorp». Även Sissela Olofsdotter bör utmönstras ur Bjurums-släkten.